# Igreja do Salvador (Torres Novas)
A Igreja do Salvador, ou Igreja do Divino Salvador e Igreja Paroquial do Divino Salvador de Torres Novas, localiza-se no largo do Salvador, no centro histórico de Torres Novas, no Distrito de Santarém, em Portugal.

## História
Remonta a um primitivo templo, erguido no século XIII e demolido em 1570, para dar lugar à atual igreja. É a Igreja Matriz de Torres Novas.

## Características
Apresenta características de arquitetura gótica, maneirista e barroca.
No alçado frontal, por cima da portada, destaca-se um óculo e uma figura esculpida de São Salvador.
Internamente apresenta uma só nave, sendo as suas paredes revestidas com azulejos seiscentistas. O altar-mor é decorado com talha dourada. Destacam-se ainda as pinturas da abóbada e dos tetos, e a presença de uma pia baptismal datada do século XVI ou do século XVII.